# Plancia Magna
Plancia Magna, född på 70-talet, död efter 120, var en romersk prästinna, filantrop och stadsbyggare. 
Hon var dotter till den romerska senatorn proconsul Marcus Plancius Varus och prinsessan Julia av Armenien och systerdotter till Gaius Julius Alexander. Hon gifte sig med Gaius Julius Cornutus Tertullus och blev mor till Gaius Julius Plancius Varus Cornutus.
Hon levde i Perge i Mindre Asien, där hon tillhörde stadens elit. Hon var Artemis, Kybeles och kejsarkultens prästinna i staden. Hon är känd som stadens "andra grundare" på grund av det omfattande byggnadsprojekt hon finansierade och lät uppföra under Hadrianus regeringstid: bland annat renoverade och utbyggde hon dess stadsport och lät resa många statyer av gudar och medlemmarna av de kejserliga dynastierna.  Stadens styrelse valde henne till stadens högsta ämbete, Demiourgos, ett ämbete som bara varade ett år men som torde vara unikt för en kvinna.  Hennes tillnamn Magna "Den stora" bars före henne enbart av två romerska kvinnor, som båda dessutom var medlemmar av Pompejus Magnus familj.